# Fernando I da Bulgária
Fernando I (Viena, 26 de fevereiro de 1861 – Coburgo, 10 de setembro de 1948) foi o Príncipe da Bulgária de sua eleição em 1887 até 1908 quando o país foi elevado a reino, continuando a reinar como Czar da Bulgária até sua abdicação em 1918. Sob seu governo, a Bulgária entrou na Primeira Guerra Mundial ao lado dos Impérios Centrais em 1915. Era filho do príncipe Augusto de Saxe-Coburgo-Gota e sua esposa a princesa Clementina de Orléans.

## Biografia
Descendente do ramo católico de Koháry, Fernando era o filho mais novo do príncipe Augusto de Saxe-Coburgo-Gota e da princesa Clementina de Orléans. Seus avós paternos foram Fernando de Saxe-Coburgo-Gota e Maria Antônia de Koháry e seus avós maternos foram o rei Luís Filipe I de França e Maria Amélia de Bourbon-Duas Sicílias. Tinha entre seus familiares boa parte dos soberanos europeus, como Ernesto I de Saxe-Coburgo-Gota, Leopoldo I da Bélgica, Fernando II de Portugal, Vitória do Reino Unido e seu marido, o príncipe Alberto de Saxe-Coburgo-Gota. Estas relações familiares ajudaram na eleição de Fernando para príncipe da Bulgária.
No dia 7 de julho de 1887, Fernando proclamou-se Príncipe Regente do território autônomo da Bulgária, dez meses depois do seu antecessor abdicar.
A Bulgária, liderada então por um partido liberalista, cujo líder era Stefan Stambolov, aceitou Fernando como rei, pois seria a única forma de se desfazerem de uma possível ocupação russa.
Fernando I pôs a Bulgária  na Primeira Guerra Mundial ao lado da Alemanha almejando territórios nos Bálcãs e se livrar da influencia russa, mas abdicou ao trono em 1918, após a derrota na Primeira Guerra Mundial para evitar uma dominação estrangeira de seu país. Sucedeu-lhe o seu filho mais velho Boris, futuro Bóris III.
Morreu em 1948 em Coburgo, na Alemanha, aos 87 anos.

## Casamentos e sexualidade

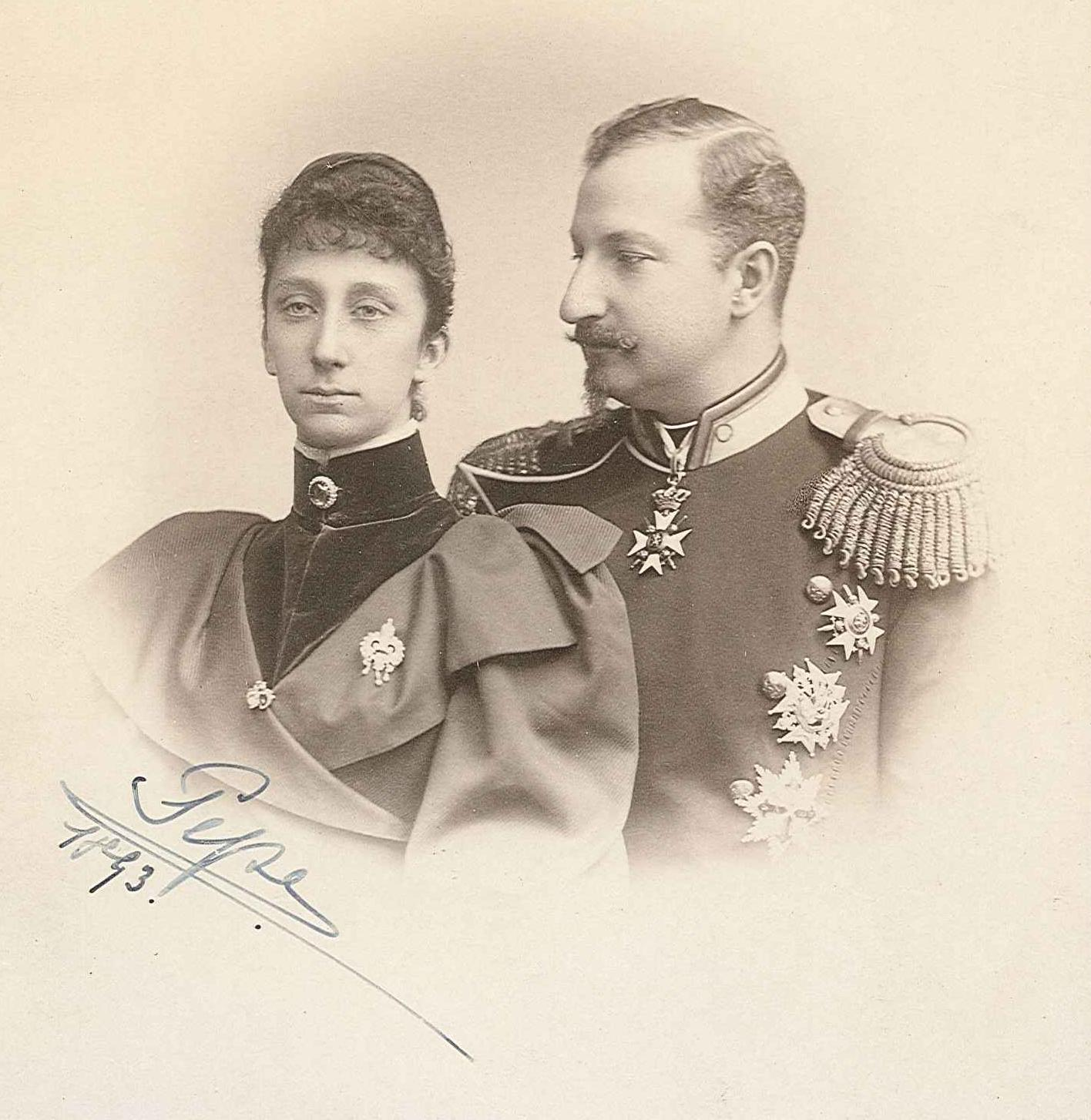
Fernando com sua primeira esposa Maria Luísa, 1893

Fernando casou-se por conveniência com a princesa Maria Luísa de Bourbon-Parma, filha de Roberto I, duque de Parma e da princesa Maria Pia das Duas Sicílias, em 20 de abril de 1893 na Villa Pianore em Lucca. O casal teve quatro filhos:
- Boris III (1894–1943)
- Kyril (1895–1945)
- Eudoxia (1898–1985)
- Nadezhda (1899–1958). Casou-se com o Duque Albrecht Eugen de Württemberg.

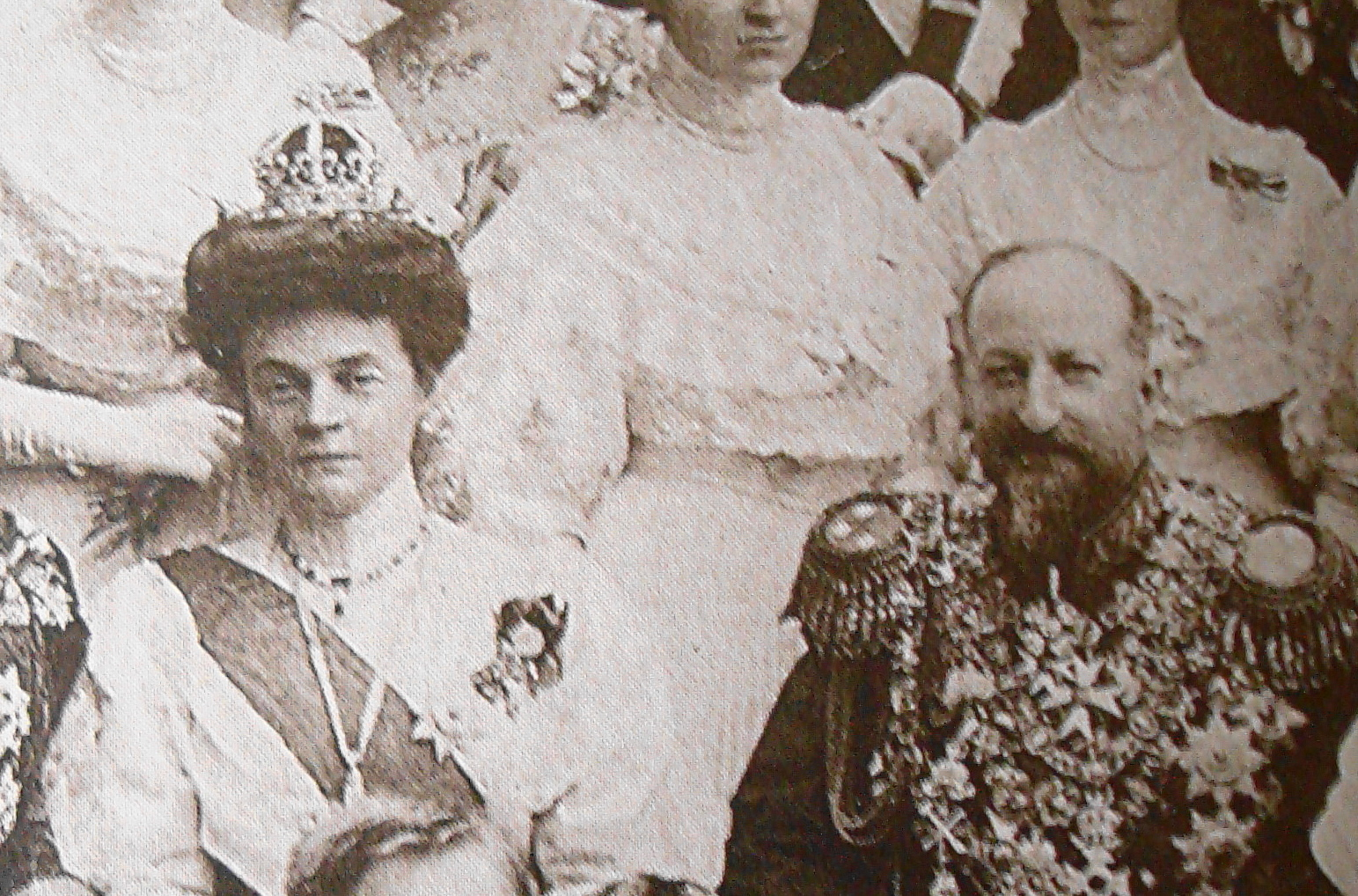
O segundo casamento de Fernando, 1908

Maria Luísa morreu em 31 de janeiro de 1899, após dar à luz sua filha mais nova. Fernando não pensou em se casar novamente até que sua mãe, a princesa Clementina, morreu em 1907. Para satisfazer as obrigações dinásticas e fornecer a seus filhos uma figura materna, Fernando casou-se pela segunda vez com a princesa Leonor de Reuss-Köstritz, em 28 de fevereiro de 1908. O casal não nutria amor romântico ou atração física, e Fernando a tratava como nada mais do que um membro da família e mostrava pouca consideração.

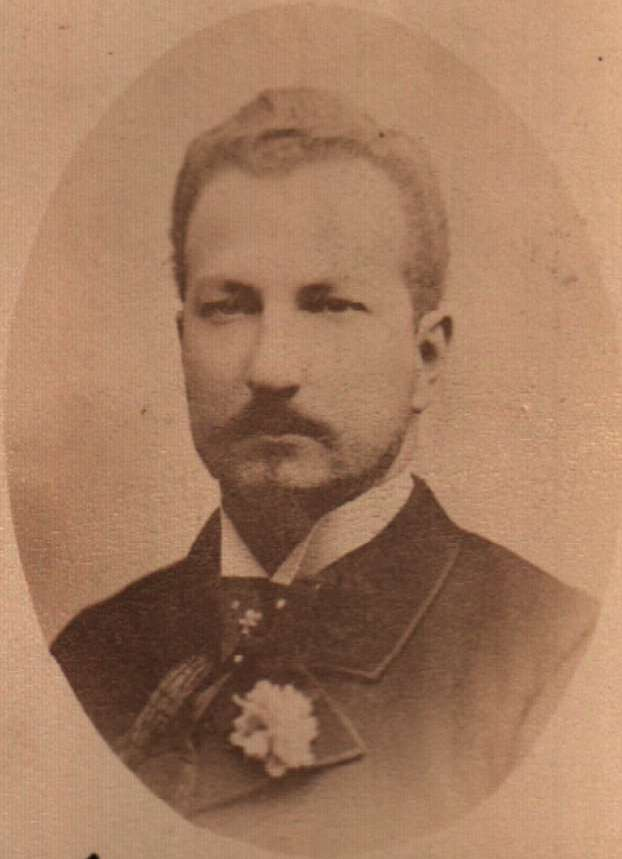
Fernando c. 1900

Em suas relações privadas, Fernando era um indivíduo um tanto hedonista. Bissexual ao longo de sua vida, até o início da meia-idade sua inclinação era mais para as mulheres. Ele teve relacionamentos com várias mulheres de posição humilde, gerando vários filhos ilegítimos que ele então sustentou financeiramente. Mais tarde, espalharam-se os rumores sobre os encontros íntimos de Fernando com tenentes e criados. Suas férias regulares em Capri, então um popular destino de férias para ricos homossexuais, eram de conhecimento nas cortes reais de toda a Europa. Em 1895, uma entrevista concedida pelo amargurado ex-primeiro-ministro Stefan Stambolov ao jornal alemão O Frankfurter Zeitung rebentou um escândalo de nove dias em toda a Europa, quando se concentrou fortemente em seu testemunho pessoal os interesses homossexuais de Fernando.
Devido a sua orientação sexual, a capacidade de governar de Fernando foi por vezes questionada. Sua prima a rainha Vitória do Reino Unido declarou sobre Fernando: "Ele é totalmente inadequado...muito sensível, excêntrico e afeminado...ele deveria ser impedido de subir ao trono." Para espanto de todos, a elevação do principado da Bulgária provou ser uma das grandes realizações políticas de Fernando.